# 森町立森中学校 (静岡県)
森町立森中学校（もりちょうりつ もりちゅうがっこう）は、静岡県周智郡森町天宮にある公立中学校。

## 沿革
- 1947年（昭和22年）4月22日 - 新学制により、森小学校の校舎を使用して開校する。
- 1977年（昭和52年）2月3日 - 現在地に移転する。

## 教育方針
教育目標
夢を持ち、目標に向かって、鍛える生徒

## 部活動
運動部
- 野球部
- ソフトテニス部（男・女）
- 陸上競技部
- 男子バスケ部
- 女子バレーボール部

文化部
- 音楽部